# Dziubałek gajowy
Dziubałek gajowy (Anthocoris nemorum) – gatunek drapieżnego owada z podrzędu pluskwiaków różnoskrzydłych (Heteroptera), z rodziny dziubałkowatych (Anthocoridae). Występuje w prawie całej Europie, w wielu miejscach pospolity. W Polsce najliczniejszy gatunek z rodzaju Anthocoris.
Przebywa zarówno na drzewach jak i roślinach zielnych, z których preferuje pokrzywy. Na drzewach przebywa w pobliżu kwiatów i owoców. Zarówno owady dorosłe (imago) jak i nimfy żywią się drobnymi owadami, przede wszystkim mszycami. Potrafi także boleśnie nakłuwać ludzką skórę. Owady dorosłe występują od lipca do maja roku następnego. W ciągu roku przychodzą na świat dwa-trzy pokolenia.
Długość 3,5-4,5 mm. Skórzasta nasada pierwszej pary skrzydeł koloru brązowego, dalej przepasana czarną, nieregularną wstęgą, a na końcu błoniasta, barwy mlecznej z niewyraźnym rysunkiem. Pomiędzy oczami złożonymi posiada dwa przyoczka.